# تجديف لذوي الاحتياجات الخاصة
تجديف ذوي الإعاقات (المعروف سابقاً بالتجديف للمعاقين، بالإنجليزية para rowing) هو مصطلح يُطلق على ممارسة رياضة التجديف من قِبل الأشخاص الذين يعانون من إعاقات جسدية أو عقلية أو نفسية. ولا يهم في هذا السياق ما إذا كانت الإعاقة أو العجز خلقيًا أو مكتسبًا، مؤقتًا أو دائمًا.
اكتُشفت رياضة التجديف من قِبل الأشخاص ذوي الإعاقة منذ حوالي عام 1980، وشُجعت منذ ذلك الحين في العديد من المشاريع. ومنذ عام 2005، أصبح التجديف من قِبل الأشخاص ذوي الإعاقات الجسدية أحد الرياضات البارالمبية.

## التاريخ
في عام 1913، بدأ مدير المدرسة جورج كليفورد براون في كلية وورستر للمكفوفين في بريطانيا العظمى، في رياضة التجديف للأشخاص ذوي الإعاقة.شجع براون الطلاب المكفوفين على المشاركة في رياضات معينة يمكنهم فيها التنافس على مستوى متساوٍ مع اللاعبين المبصرين، وبدون تعديلات. بدأت منظمات أخرى مكرسة لإعادة تأهيل المكفوفين، مثل نزل سانت دنستان، في إنشاء أندية التجديف بعد ذلك بوقت قصير في عام 1915. بدأت منافسات التجديف مع المتسابقين المكفوفين لأول مرة في عام 1914 بين كلية ووستر و اولد بويز في سباق واحد، وكلية ووستر وكشافة ووستر في سباق آخر في نفس العام.
في أكتوبر 1945، دخل المحاربون القدامى من جيش الولايات المتحدة والبحرية والمارينز الذين فقدوا بصرهم خلال الحرب العالمية الثانية في سباق ريجاتا يوم البحرية على نهر شويلكيل في فيلادلفيا. يعتبر البعض هذا الحدث بمثابة المحفز للاهتمام الدولي بالتجديف التكيفي.
في ألمانيا، بدأت تطوير هياكل رياضة التجديف للمعاقين في بداية التسعينيات، وخاصة في منطقة برلين، حيث كان الأشخاص ذوي الإعاقة يمارسون رياضة التجديف في إطار الرياضة الجماهيرية منذ فترة طويلة. وفي هذا السياق، أُسست جمعية "جمعية دعم المعاقين في الرياضات المائية" بمساعدة اتحاد التجديف بولاية برلين، وأُنشئت أقسام خاصة بالمجدفين ذوي الإعاقة في بعض أندية التجديف. وفي الوقت نفسه، أصبح الاتحاد الألماني للتجديف عضواً فخرياً في الاتحاد الألماني للرياضات الخاصة، ويدعم رياضة التجديف للمعاقين من خلال برامج مختلفة. كما تُقام في ألمانيا بانتظام مسابقات للمجدفين ذوي الإعاقة في القوارب وعلى أجهزة التجديف الثابتة.
منذ عام 2002، بدأ الاتحاد الدولي للتجديف (FISA) في تنظيم سباقات للمجدفين ذوي الإعاقة ضمن بطولات العالم للتجديف. وفي عام 2005، أدرجت اللجنة البارالمبية الدولية (IPC) رياضة التجديف ضمن الرياضات البارالمبية، مما أدى إلى قفزة كبيرة في الأداء. وكانت المسافة التنافسية البارالمبية حتى موسم 2016 تبلغ 1000 متر، ثم عُدلت لتتوافق مع المسافة الأولمبية البالغة 2000 متر.

## ميزات رياضة التجديف
تعتبر رياضة التجديف مناسبة بشكل خاص للأشخاص ذوي الإعاقات لأسباب عديدة. فالحركة الدورية غير السريعة لهذه الرياضة تقلل من خطر الإصابة وتعمل على تنشيط معظم عضلات الجسم. وبالتالي، فإنها تلبي الحاجة إلى الحركة لدى الكثير من الأشخاص ذوي الإعاقات. كما أن فقدان بعض الأطراف أو العمى لا يشكل عائقاً لممارسة هذه الرياضة. ويستفيد الرياضيون ذوو الإعاقات الذهنية من حقيقة أن العوامل التكتيكية لا تلعب دوراً كبيراً، خاصة في رياضة التجديف للهواة. بالإضافة إلى ذلك، فإن ميزة أخرى لهذه الرياضة هي إمكانية مشاركة الأشخاص ذوي الإعاقات وغيرهم من الأشخاص الأصحاء من كلا الجنسين وفي مختلف الأعمار في نفس الفريق، مما يتيح فرصاً للتفاعل الاجتماعي ودمج الأشخاص ذوي الإعاقات في المجتمع.
نظراً لتنوع الإعاقات لدى الرياضيين الممارسين لرياضة التجديف، فإن هناك حاجة إلى مساعدة أشخاص آخرين في العديد من المهام. ومن الأمثلة على ذلك، مساعدة الرياضيين على إنزال القوارب في الماء والصعود إليها، بالإضافة إلى قيادة القوارب في الممرات المائية والأنهار في حالة الرياضيين المكفوفين.
على الرغم من أن حركة التجديف مناسبة بشكل عام للأشخاص ذوي الإعاقات، إلا أنها تتطلب تنسيقاً عالياً لجميع أجزاء الجسم. وفي حالة ضعف التنسيق أو التركيز لدى الرياضيين، فإن ذلك يتطلب وقتاً أطول وجهداً أكبر من مدربي الرياضة ذوي الخبرة.

## قوارب التجديف والمعدات

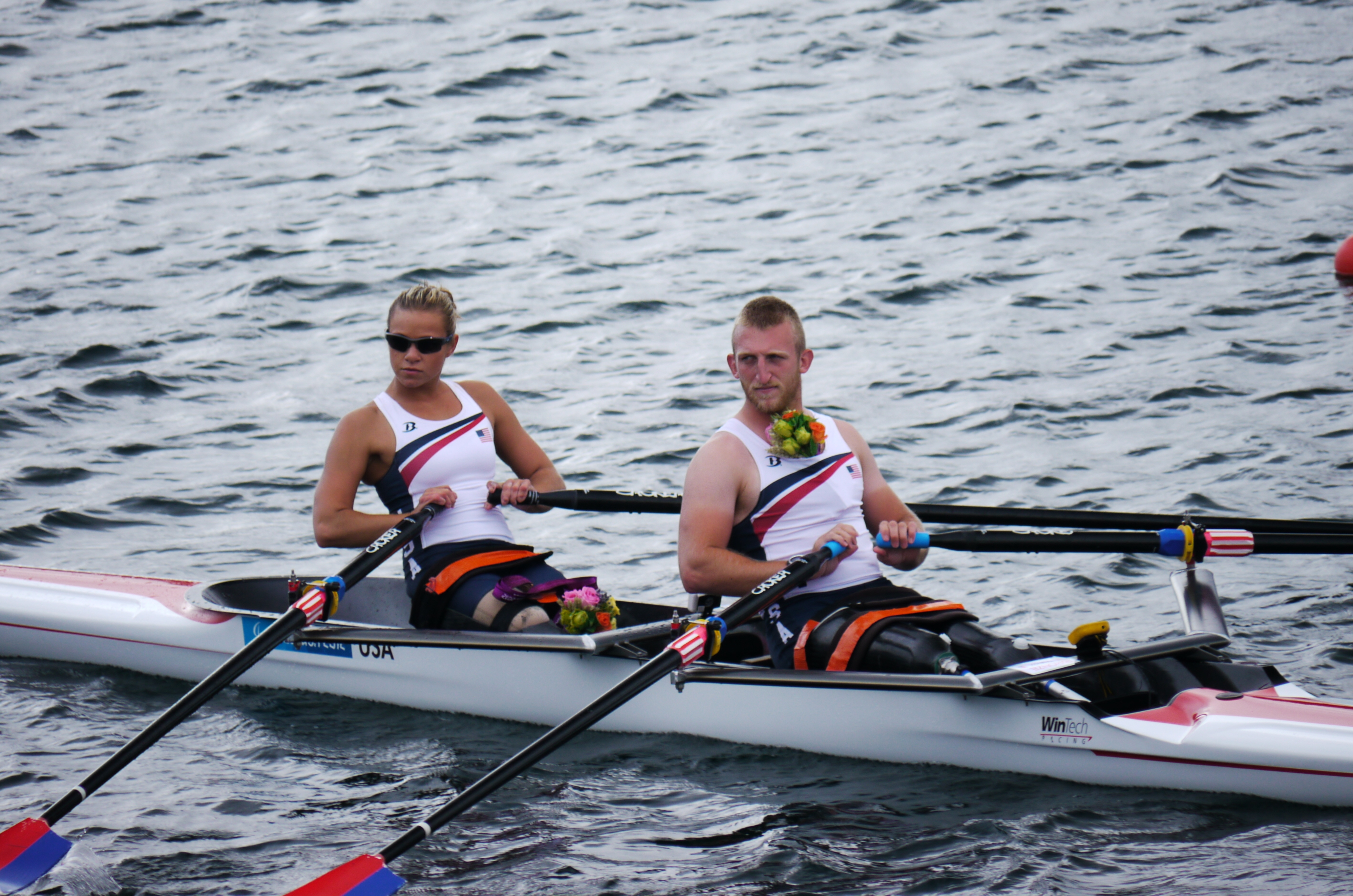
أوكسانا ماسترز وروبرت جونز من الولايات المتحدة في نهائيات القوارب المختلطة (TA 2x) في الألعاب البارالمبية، لندن 2012. يُثبت المجدفين على المقعد.

إذا سمحت إعاقة متسابق التجديف باستخدام قوارب التجديف التقليدية، تُستخدم هذه القوارب مع تعديلات طفيفة للتجديف للمعاقين. ينطبق هذا الأمر بشكل خاص على رياضة التجديف الترفيهية. في حالة الإعاقات الشديدة مثل الشلل الرباعي، تصبح المعدات التقليدية للتجديف غير مناسبة. لذلك، طُورت قوارب خاصة منذ أول بطولة عالمية للتجديف للمعاقين في عام 2002 وأول دورة ألعاب بارالمبية صيفية في عام 2008، والتي يمكن استخدامها أيضًا من قبل الأشخاص المصابين بالشلل الرباعي.
يتميز هيكل هذه القوارب بأنه أوسع بكثير من القوارب التقليدية المماثلة لزيادة الاستقرار. ويمكن تركيب أجسام عائمة إضافية تحت الدفات لتحسين الاستقرار. ويُستبدل المقعد المتحرك بمقعد ثابت مع مسند ظهر قصير، مع وجود أحزمة لتثبيت المتسابق على المقعد. نظرًا لأن متساجقي التجديف المعاقين يقومون بضربات مجداف أقصر بكثير في هذه القوارب، فإن سرعات القوارب التي يمكن الوصول إليها أقل بكثير من سرعات القوارب التقليدية.

## السباق في قوارب التجديف المعدلة
على الرغم من أن التركيز الأساسي في رياضة التجديف المعدل يقع على المشاركة الواسعة، إلا أن الحاجة إلى تنظيم مسابقات ظهرت بسرعة. وبسبب الاختلافات في الأداء مقارنة بغير المعاقين، فإن الانطلاق المشترك في فئات عمرية متطابقة ليس منطقيًا في معظم الأحيان، مما يؤدي إلى مشاركة فرق التجديف المعدل في بعض الأحيان، وبإذن استثنائي، في سباقات فئات عمرية أخرى تتطابق مستواها مع أدائهم بشكل عام. على سبيل المثال، تتنافس فرق PR3 Mix4+ على مستوى الفئة العمرية ماستر (E) ما فوق 55 عاما.
ومع ذلك، توجد أيضًا في اوروبا سباقات خاصة بلاعبي التجديف المعدل مع سباقات معلنة على الماء وعلى جهاز التجديف الثابت. أكبر سباق للتجديف المعدل هو سباق صيف جرونا المقام سنويًا على مضمار السباق في برلين-جرونا، ومنذ عام 2011، ينظم الاتحاد الألماني للتجديف بعض سباقات المعاقين ضمن بطولة ألمانيا للتجديف.

### تصنيف الاتحاد الدولي للتجديف
على المستوى الدولي في بطولات العالم للتجديف وفي الألعاب البارالمبية، يحدد الاتحاد الدولي للتجديف في لوائح التجديف التكيفي، نظام تصنيف للإعاقات المختلفة، والذي ينظم الأهلية للمشاركة في السباقات الدولية. يمكن فقط للاعبين الذين أثبتوا إعاقتهم لدى الاتحاد الدولي للتجديف وفقًا لهذا النظام المشاركة في هذه المسابقات التي ينظمها الاتحاد الدولي للتجديف.هناك الفئات التالية للمجدفين ذوي الإعاقة:
- PR3 (سابقا LTA - الساقين والجذع والذراعين): يستخدمون على الأقل ساقًا واحدة، وجذعًا، وذراعين. كما أنه مناسب للأشخاص ذوي الإعاقات البصر ية والفكرية. يُجدف باستخدام قوارب قياسية ومقاعد منزلقة.
- PR2 (سابقا TA - الجذع والذراعين): يستخدمون فقط عضلات الجذع. القارب يحتوي على مقعد ثابت.
- PR1 (سابقا AS - الذراعين والكتفين): تحكم محدود في الجذع. القارب يحتوي على مقعد ثابت، ويقوم المجدف بربط نفسه عند مستوى الصدر العلوي للسماح فقط بحركات الكتف والذراع.
- ID - الإعاقة الذهنية: اُنشئت هذه الفئة للمجدفين الذين يعانون من إعاقة ذهنية (ID تعني "intellectual disability").

## الفعاليات

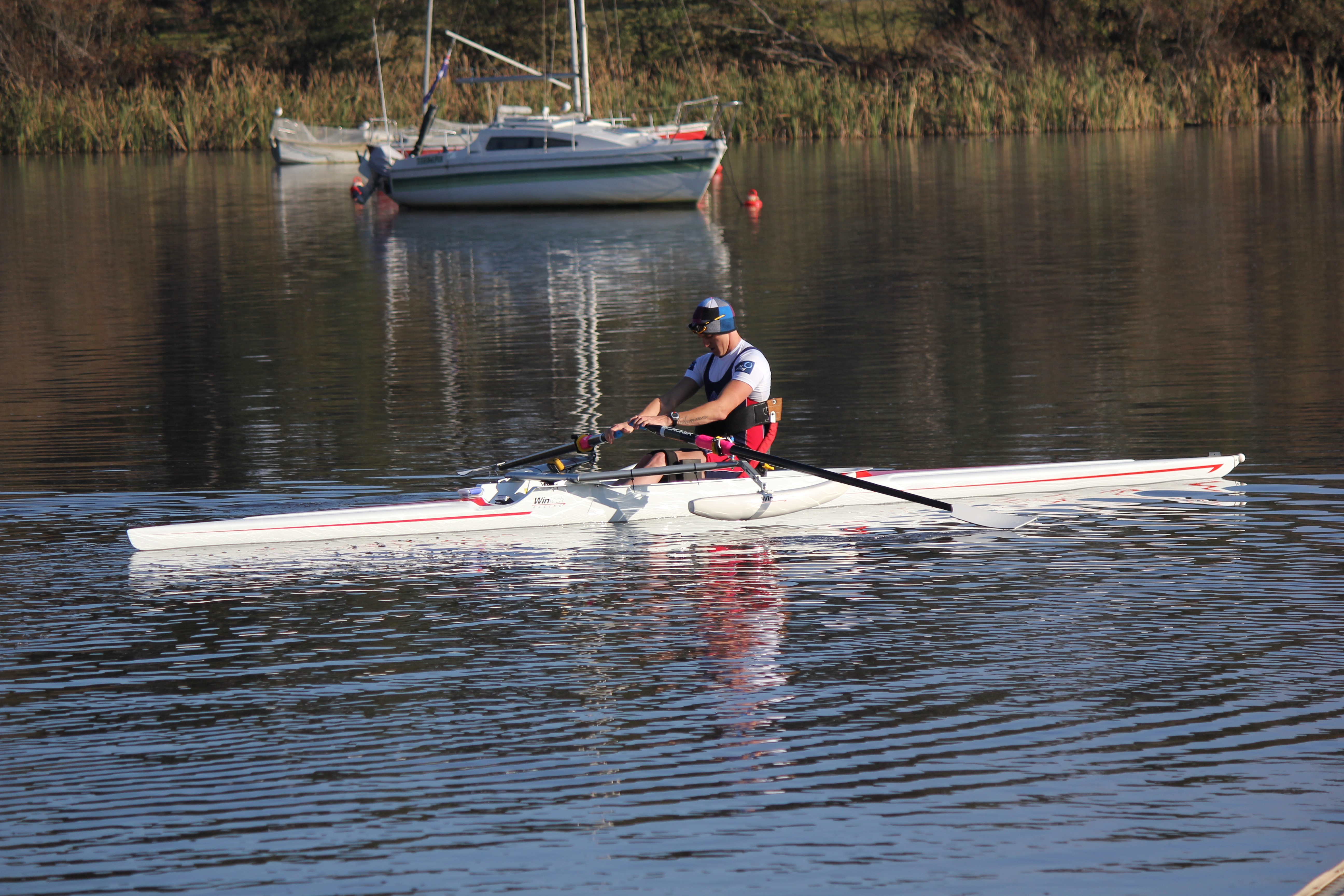
متسابق في التجديف البارالمبي

في بطولة العالم للاتحاد الدولي لمجتمعات التجديف، هناك 9 فعاليات للقوارب (يتم استخدام التسمية القياسية):
| نوع القارب   | عدد المقاعد | الجنس | المدرب  | الفئة | تدوين FISA | بطولة العالم لـFISA | الألعاب البارالمبية |
| ------------ | ----------- | ----- | ------- | ----- | ---------- | ------------------- | ------------------- |
| خفيفة        | 1           | رجال  | لا يوجد | PR1   | PR1 M1x    | نعم                 | نعم                 |
| خفيفة        | 1           | نساء  | لا يوجد | PR1   | PR1 W1x    | نعم                 | نعم                 |
| خفيفة        | 1           | رجال  | لا يوجد | PR2   | PR2 M1x    | نعم                 | لا                  |
| خفيفة        | 1           | نساء  | لا يوجد | PR2   | PR2 W1x    | نعم                 | لا                  |
| خفيفة        | 2           | مختلط | لا يوجد | PR2   | PR2 Mix2x  | نعم                 | نعم                 |
| خفيفة        | 2           | مختلط | لا يوجد | PR3   | PR3 Mix2x  | نعم                 | نعم                 |
| طويلة وثقيلة | 2           | رجال  | لا يوجد | PR3   | PR3 M2-    | نعم                 | لا                  |
| طويلة وثقيلة | 2           | نساء  | لا يوجد | PR3   | PR3 W2-    | نعم                 | لا                  |
| طويلة وثقيلة | 4           | مختلط | يوجد    | PR3   | PR3 Mix4+  | نعم                 | نعم                 |

اُجريت السباقات على مسافة 1000 متر (بدلاً من المسافة القياسية 2000 متر)، ولكن اعتبارًا من عام 2017، تغيرت المسافة إلى المسافة القياسية 2000 متر. في الفعاليات المختلطة، يجب أن يكون نصف الطاقم من الذكور والنصف الآخر من الإناث (قد يكون القبطان من أي جنس وقد يكون من ذوي الأجسام القادرة). يجب أن يكون لدى القوارب المفردة لفئة PR1 طوافات تثبيت متصلة بالرافعات.
اُضيفت الأحداث التكيفية إلى بطولة العالم للتجديف في عام 2002، وأقيمت في دورة الألعاب البارالمبية الصيفية 2008 في بكين، الصين.

## جوانب السلامة
كما هو الحال في رياضة التجديف التقليدية، تعتبر القدرة على السباحة لدى جميع الأشخاص الموجودين في القارب معيارًا مهمًا للسلامة في رياضة التجديف لذوي الاحتياجات الخاصة أيضًا. في حالة انقلاب القارب، يجب أن يكون جميع الأشخاص قادرين على البقاء طافين على الماء بأنفسهم.
قد يكون الخروج من القارب المنقلب أكثر صعوبة في رياضة التجديف لذوي الاحتياجات الخاصة عندما يكون المجذفون مثبتين في المقعد. بينما يُثبت المجذفون في رياضة التجديف التقليدية بأقدامهم فقط على لوح الدفع في القارب، قد تتطلب إعاقة مجدفي التجديف لذوي الاحتياجات الخاصة تثبيتات إضافية كبيرة في بعض الأحيان في القارب وفي المجاذيف. على سبيل المثال، يُثبت المجذفين في بعض فئات المنافسة بثلاثة أحزمة على المقعد. لذلك، يجب ممارسة الخروج من القارب عدة مرات في بداية التدريب على التجديف، مع إيلاء اهتمام خاص للاحتياجات الخاصة لكل مجدف ذوي الاحتياجات الخاصة. يمكن تنفيذ حركات فك التثبيت اللازمة للخروج السريع بالأيدي أو الفم وهي موحدة.